# ワールド・デジタル・ライブラリー
ワールド・デジタル・ライブラリー（英語: World Digital Library、頭字語WDL）は、UNESCOとアメリカ合衆国のアメリカ議会図書館が運営する国際的な電子図書館。
インターネット上の文化的コンテンツの充実を図り、それによって国際的な異文化間の相互理解を深めることを目的として創設された。教育者・学生・一般大衆にリソースを提供し、国家間および各国内の情報格差を狭めるために提携機関にそれらリソースを配置する容量を築いている。また、インターネット上の非英語圏や西洋以外のコンテンツの拡充によって、学問的研究に寄与することを目指している。無料で多言語形式のコンテンツをインターネット上で入手できるようにすることを意図しており、世界各地の文化から貴重な一次資料（手稿、地図、稀書、楽譜、録音、録画、写真、図面など）を集めている。
2009年4月の開始時点で、1,236点が公開されていた。2014年2月現在で80ヶ国から9,900点が公開されている。

## 歴史とコンセプト
アメリカは約20年間国際連合教育科学文化機関 (UNESCO) から脱退していたが、2003年に再加盟した。アメリカ議会図書館館長のジェームズ・H・ビリントンがアメリカのUNESCO委員会の委員長に選ばれ、2005年6月の就任会議で正式なスピーチを依頼された。A View of the Digital World Library と題したスピーチで、「図書館や博物館などが守ってきた」豊富なコレクションを「無料で、かつこれまでよりも遥かにアクセスが容易な新たな形式で世界に公開する」というビジョンを説明した。
これにいち早くパートナーとして名乗り出たのがGoogleで、2005年にワールド・デジタル・ライブラリーの開発資金として300万ドルを寄付した。
| 「                                            | 誰でも歓迎する。これは会員制クラブではない。誰の参加も歓迎するし、会費はとらない。 | 」 |
| —ジェームズ・H・ビリントン アメリカ議会図書館 |                                                                                    |    |

アメリカUNESCO委員会の2006年の年次会合でアドバイザーのジョン・ヴァン・アウデナレン（John Van Oudenaren）はビリントンの理想を実現するプロジェクトとして、議会図書館が進めるワールド・デジタル・ライブラリーの概要を示した。まず説明したのは、ワールド・デジタル・ライブラリーを実現するにあたって主要な4つの分野（技術アーキテクチャ、内容選択、管理、出資）でパートナーを必要とするという点だった。2006年12月、45の国立図書館の館長、各図書館の技術担当部長、UNESCOの文化および教育担当者がパリで一堂に会し、ワールド・デジタル・ライブラリーの開発について議論した。その参加者によってプロジェクトの4つの分野それぞれを分担するワーキンググループが結成された。
そのワーキンググループは翌2007年前半に電子図書館関連の専門家（計算機科学者、図書館情報学者、Web開発者）を含めた会合を開いき、同月中にWDLプロジェクト全体に対して報告を上げた。そして同年10月に第34回UNESCO全体会議（パリ）に報告を提出した。
2008年9月初め、米州機構 (OAS) とアメリカ議会図書館の間でワールド・デジタル・ライブラリー開発について合意がなされた。
2009年4月21日、パリのUNESCO本部にてワールド・デジタル・ライブラリーが稼働しはじめた。

## 展示内容
当初からの展示品としては、世界初の小説とされることもある11世紀に日本人が書いた小説『源氏物語』、アステカによる最初のイエスの幼少時代への言及、古代アラビア語の代数学の元となった文書、漢字の元となった亀甲獣骨文字、8000年前のアフリカ美術（動物の壁画）、アメリカ州について名前をつけて言及した最初の地図であるヴァルトゼーミュラー地図、ギガス写本、探検家サミュエル・ド・シャンプランの17世紀の著書 Des Sauvages: ou voyage de Samuel Champlain, de Brouages, faite en la France nouvelle l'an 1603、かつてアメリカで奴隷だった101歳の老人の肉声の録音、第一次世界大戦時の新兵募集ポスター、スカンディナヴィアからの移民者のためにカナダ政府が作った1899年製のハンドブック、スペイン語とタガログ語で出版された最初の本である Doctrina Christiana, en lengua española y tagala、アラスカのインノケンティが聖書をアレウト語に翻訳したもの、マリ共和国で見つかったイスラム教の手稿、百万塔陀羅尼、中国・オスマン帝国・ロシア・ツァーリ国で撮影された珍しい写真、「ラ・マルセイエーズ」の世界初の録音、リュミエール兄弟による世界初の映画、インドの憲法のフォトリソグラフィによる複製、Prem Behari Narain Raizda によるカリグラフィー、Huexotzinco Codex、『ニュルンベルク年代記』などがある。

## パートナー
ワールド・デジタル・ライブラリーのパートナーには次の図書館などが含まれる
。
以下、50音順。
- アゼルバイジャン国立図書館（en）
- アメリカ議会図書館
- アメリカ国立公文書記録管理局
- アメリカ地理学協会図書館（ウィスコンシン大学ミルウォーキー校）
- イェール大学図書館（en）（アメリカ）
- イスラエル国立図書館
- イラク国立図書館・公文書館（Iraq National Library and Archive|en）
- ウェールズ国立図書館（英語版）
- ウェルカム図書館（en）（イギリス）
- ウガンダ国立図書館（英語版）
- ヴィリニュス大学図書館（en）
- エジプト国立図書館・公文書館
- エジプト国立図書館公文書館（英語版）
- エリツィン大統領図書館（en）
- オランダ王立東南アジア・カリブ学研究所（en）
- カタール財団中央図書館（en）
- 韓国国立中央図書館
- 国際図書館連盟
- 国家図書館（台湾）[19]
- 国立国会図書館（日本）
- コロンブス記念図書館（英語版）（アメリカ）
- ジョン・カーター・ブラウン図書館（en）（アメリカ）
- 新アレクサンドリア図書館（エジプト）
- スウェーデン国立図書館
- セルビア国立図書館（英語版）
- 中国国家図書館]
- デンマーク王立図書館
- フィラデルフィア図書館会社（en）（アメリカ）
- ブラウン大学図書館（アメリカ）
- ブラジル国立図書館（英語版）
- ブラチスラヴァ大学図書館（en）（スロバキア）
- フランス国立図書館
- プレトリア大学図書館（en）（南アフリカ）
- ボリス・エリツィン大統領図書館（ロシア）
- メキシコ国立人類学歴史研究所
- メキシコ歴史研究センター（英語版）
- ロシア国立図書館 (サンクトペテルブルク)
- ロシア国立図書館 (モスクワ)
- KAUST（アブドラ王立科学技術大学） （サウジアラビア）
- マンマ・ハイダラ記念図書館（en）（マリ）
- 聖マーク・コプト図書館（St. Mark Coptic Library）（エジプト）[20]
- テトゥアン・アスミール協会（Tetouan-Asmir Association）（モロッコ）[21]

### 注
1. ↑  サミュエル・ド・シャンプラン（1570年頃-1635年）は地理学者、探検家。1603年の遠征など、フランスのアンリ4世に命じられ植民地ヌーヴェル・フランスほかに数回渡り、紀行文[15]を記した。

## 関連資料
- Gregory, Crane (03 2006). “What Do You Do with a Million Books? [本が1万冊あったらどうしますか？]” (英語). D-Lib Magazine (CNRI Acct) 12 (3). doi:10.1045/march2006-crane. ISSN 1082-9873.。CRID : 1362825894759533184
- マーカム, ディアンナ「ワールド・デジタル・ライブラリーは実現するか」『情報管理』第49巻第10号、国立研究開発法人 科学技術振興機構、2007年、542-554頁、doi:10.1241/johokanri.49.542、ISSN 0021-7298。 CRID : 1390282680451502848。

- Abid, Abdelaziz (2009年11月). “The World Digital Library and Universal Access to Knowledge” (pdf) (英語). UNESCO. 2014年2月27日閲覧。
- Oudenaren, John Van (2012), “Beyond Access: Digitization to Preserve Culture” (英語) (pdf), Library of Congress (UNESCO)
- Oudenaren, John Van (2012). “The World Digital Library” (英語). Uncommon Culture 3 (5/6):  65–71.
- Thorp, Justin (December 2007). “World Digital Library In The Developing World” (英語). International Journal of Mobile Marketing 2 (2):  75–77.